# Hisako
Hisako (jap. ひさこ, ヒサコ) – żeńskie imię japońskie. 

## Znane osoby
- Hisako Arakaki (寿子), japońska piosenkarka
- Hisako Higuchi (久子), japońska golfistka
- Hisako Kanemoto (寿子), japońska seiyū
- Hisako Kyōda (尚子), japońska seiyū
- Hisako Matsubara (久子), japońska powieściopisarka
- Hisako Ōishi (尚子), japońska polityk

## Fikcyjne postacie
- Hisako Ichiki, bohaterka komiksu Astonishing X-Men
- Hisako Kajiura (緋紗子), postać z serii gier i anime Otome wa Boku ni Koishiteru